# ۷ تیر
۷ تیر صدمین روز سال در گاه‌شماری خورشیدی است. به پایان سال ۲۶۵ روز (۲۶۶ روز در سال کبیسه) باقی‌است.

## رویدادها
- ۱۳۳۷ - قهرمانی برزیل در جام جهانی ۱۹۵۸
- ۱۳۶۰ - بمب گذاری در دفتر مرکزی حزب جمهوری اسلامی
- ۱۳۸۶ - سیل ۱۳۸۶ قهرود کاشان
- ۱۳۹۴ - اجرای حکم قطع دست دو سارق در مشهد
- ۱۳۹۷ - آتش‌سوزی پتروشیمی آبادان
- ۱۴۰۲ - ساختار سازمانی بانک سینا به مصوبه شماره ۳۳۵۲ تصویب شد

## زادروز
- ۱۲۵۴ - کیخسرو شاهرخ، رئیس انجمن زرتشتیان تهران
- ۱۳۰۳ - مهدی سهیلی، نویسنده و شاعر
- ۱۳۲۳ - سهراب شهید ثالث، کارگردان
- ۱۳۳۹ - زوریک مرادیان، نخستین نظامی کشته‌شده ارمنی در جنگ ایران و عراق
- ۱۳۵۸ - روزبه نعمت‌اللهی، خواننده
- ۱۳۶۳ - الناز شاکردوست، بازیگر

## درگذشت‌ها
- ۱۳۶۰ - سید محمد بهشتی، سیاستمدار ، روحانی ایرانی و دومین رئیس دیوان عالی کشور
- ۱۳۶۰ - محمد منتظری، فرزند حسینعلی منتظری
- ۱۳۶۰ - رحمان استکی، نماینده شهرکرد در دوره نخست مجلس شورای اسلامی
- ۱۳۶۰ - غلامحسین حقانی، نماینده بندرعباس در دوره نخست مجلس شورای اسلامی
- ۱۳۶۰ - سید شمس‌الدین حسینی نائینی، نماینده نائین در دوره نخست مجلس شورای اسلامی
- ۱۳۹۵ - علی دادمان، مجری طرح توسعه فرودگاه بین‌المللی امام خمینی